# Chlina
Chlina – wieś w Polsce, położona w województwie śląskim, w powiecie zawierciańskim, w gminie Żarnowiec.
W latach 1954–1961 wieś należała i była siedzibą władz gromady Chlina, po jej zniesieniu w gromadzie Żarnowiec. W latach 1975–1998 miejscowość administracyjnie należała do województwa katowickiego.
Chlina jest jedną z wsi gminy Żarnowiec, dzieli się na trzy kolonie: Zamiechówkę, Chlinę Górną i Chlinę Dolną. Położona na wyżynie Miechowskiej na wysokości 299–384 m n.p.m. We wsi znajduje się kościół pw. św. Bartłomieja, Ochotnicza Straż Pożarna oraz funkcjonuje Koło Gospodyń Wiejskich i Związek Młodzieży Wiejskiej. Miejscowość liczy około 780 mieszkańców. Przez Chlinę Dolną przepływa struga Chlinka, która wpada do Udorki, a następnie do Pilicy. W miejscowości zachowały się resztki tradycyjnej zabudowy w tzw. okoły.

## Części wsi
| SIMC    | Nazwa           | Rodzaj    |
| ------- | --------------- | --------- |
| 0225621 | Chlina Dolna    | część wsi |
| 0225638 | Chlina Górna    | część wsi |
| 0225650 | Kurowski Koniec | część wsi |
| 1003070 | Nad Stoki       | część wsi |
| 0225667 | Pod Udorzem     | część wsi |
| 0225673 | Siedliski       | część wsi |
| 0225680 | Zakościele      | część wsi |

## Historia
Chlina prawdopodobnie istniała już w XI wieku, według świadectwa wizyt kościółek został założony w 1090 roku, który na belce ma datę 1292 rok. W 1336 roku została lokowana przez Leonarda Starego, Jakuba i Świetosława, jako wieś rycerska na prawie średzkim. Następnie sołectwo zostało sprzedane Janowi Szklarzowi, który wybudował młyn i karczmę oraz miał prawo wyrębu lasu na potrzeby wyrobu szkła, w zamian był zobowiązany do wypraw wojennych. Wzmianka z 1354 roku mówi o obowiązku tzw. Świętopietrza. W 1389 Władysław II Jagiełło zatwierdził posiadanie sołectwa w Chlinie, mieszczaninowi żarnowieckiemu Piotrowi, od tego roku miejscowość była własnością królewską, natomiast sołtys był zobowiązany do wypraw wojennych, na koniu z lancą i w zbroi. W połowie XV wieku w Chlinie istniał folwark, karczma, oraz drewniany modrzewiowy kościół pw. św. Bartłomieja. W 1512 roku Zygmunt Stary odnowił przywilej Władysława Jagiełły, dla Pawła Boskiego. Po 1517 roku Chlina była własnością wójta sądu najwyższego w Krakowie Jakuba Moyssnera, którą nabył od Pawła, Kaspra, Feliksa i Mikołaja z Beska, a w 1533 roku miejscowość należała do klucza żarnowieckiego. W XVIII w. właścicielami miejscowość była rodzina Wesslów – prawdopodobnie Maria Józefa z Wesselów Sobieska właścicielka dóbr Pileckich.
W roku 1747 ustanowiono, że zasłużeni ludzie dla królestwa będą mogli się osiedlać w Chlinie. W 1771 roku miejscowość była w rękach Michała Walewskiego, w 1827 roku we wsi były 123 domy, a parafia liczyła 2085 parafian. Obecny nowy kościół murowany pw. św. Bartłomieja wzniesiono w 1840 roku. W 1856 roku część Chliny została nadana jako majorat generałowi Uszakow – prawdopodobnie Aleksander Uszakow. W XIX wieku w miejscowości była już szkoła podstawowa, wzmiankowana w 1885 roku, która znajdowała się w Chlinie Dolnej. W 1928 roku Chlina liczyła 1456 mieszkańców, posiadała szkołę (Chlina Dolna), kościół (Chlina Dolna), trzy sklepy z artykułami spożywczymi. Funkcjonowała kooperatywa (spółdzielnia) „Przebudzenie” Sp. z o.o., ponadto w miejscowości był kowal, rzeźnik, wytwórca masła.
W 1933 r. gromada Chlina-Dolna należąca do gminy Żarnowiec składała się z wsi Chlina Dolna, wsi Chlina Górna i wsi Zamiechówka.

## Zabytki
- Kościół pw. św. Bartłomieja z 1848 roku zbudowany na miejscu drewnianego kościółka, wzmiankowanego w 1354 roku. Obecny kościół to murowana jednonawowa budowla, przebudowana po pożarze w 1931 z nowym kolebkowym pozornym sklepieniem. Z węższym prostokątnym prezbiterium. Przy prezbiterium od strony południowej usytuowana zakrystia, przy nawie głównej od zachodu kruchta. W prezbiterium późnobarokowy XVII wieczny ołtarz główny z obrazem św. Bartłomieja. Dwa późnobarokowe ołtarze boczne z barokowymi obrazami. W lewym północno-wschodnim rogu nawy głównej, wczesnobarokowa ambona z I połowy XVII wieku, oraz XVII-wieczna barokowa kamienna chrzcielnica[8]. Większość wyposażenia z pierwotnego kościółka. Organy z lat 40. XX wieku.

## Religia
Parafia rzymskokatolicka pw. św. Bartłomieja Apostoła, w dekanacie wolbromskim, diecezji sosnowieckiej

## Szlak turystyczny
- Przez Chliny, jej północną część, przebiega  szlak rowerowy Żarnowiec – Udórz. Dawniej biegł tędy czarny pieszy szlak Partyzantów Ziemi Olkuskiej.

- Strona Szkoły Podstawowej w Chlinie (wersja archiwalna)